# Дунаев, Александр Викторович
Александр Викторович Дунаев (род. 6 января 1969, Кстово, Горьковская область) — российский самбист, чемпион и призёр чемпионатов России, Европы и мира, обладатель Кубков мира в личном и командном зачёте, Заслуженный мастер спорта России. Победитель Всемирных игр по неолимпийским видам спорта в Нидерландах в 1993 году.
Начал заниматься борьбой в пятом классе. Его любимыми были болевые приёмы. В 1993 году Николай Игрушкин и Александр Дунаев вместе с тренером Владимиром Кульковым приехали в Сербию и несколько месяцев тренировали сербских самбистов. В 1996 году оставил ковёр.

## Спортивные результаты
- Чемпионат СССР по самбо 1991 года — ;
- Чемпионат России по самбо 1992 года — ;
- Чемпионат России по самбо 1993 года — ;
- Чемпионат России по самбо 1994 года — ;

## Хобби
Рыбалка, футбол.